# Max Lehmann
Max Lehmann, född 19 maj 1845 i Berlin, död 8 oktober 1929 i Göttingen, var en tysk historiker.
Lehmann var 1875–1888 geheimestatsarkivarie i Berlin och sedan 1879 även lärare i historia vid preussiska krigsakademien samt blev ordinarie professor i historia 1888 i Marburg och 1893 först i Leipzig, sedan i Göttingen, där han blev emeritus 1920. 
Lehmann författade bland annat Knesebeck und Schön (1875), Stein, Scharnhorst und Schön, eine Schutzschrift (1877), det med Verdunpriset belönade verket Scharnhorst (två delar, 1886–1887) och en biografi över Freiherr von Stein (tre band, 1902–1905). Han utgav även i Publikationen aus den Königlich-preußichen Staatsarchiven den stora aktsamlingen Preussen und die katholische Kirche seit 1640 (sju delar, 1878–1894), en av de viktigaste källorna för Preussens politisk-religiösa historia. 
Lehmann lämnade även en mängd bidrag till Heinrich von Sybels Historische Zeitschrift, vars medredaktör han var 1875–1893, till exempel Gneisenaus Sendung nach Schweden und England im Jahre 1812 (1889, jämte tillägg). Hans mot Albert Naudé riktade arbete Friedrich der große und der Ursprung des siebenjährigen Krieges (1894) gav upphov till en omfattande och skarp polemik, under vilken flertalet forskare ställde sig på Naudés sida.